# Frühjahrshochwasser
Frühjahrshochwasser ist ein regelmäßig im Frühling wiederkehrendes Ansteigen des Pegels von Bächen und Flüssen.
Eine häufige Ursache ist die Schneeschmelze im Frühling, wobei das Schneewasser durch die Gebirgsbäche abfließt. Dadurch schwellen die Bäche und Flüsse an und der Wasserspiegel steigt. Selbst kleinere Bäche können sich in reißende Ströme verwandeln und die Anwohner gefährden.

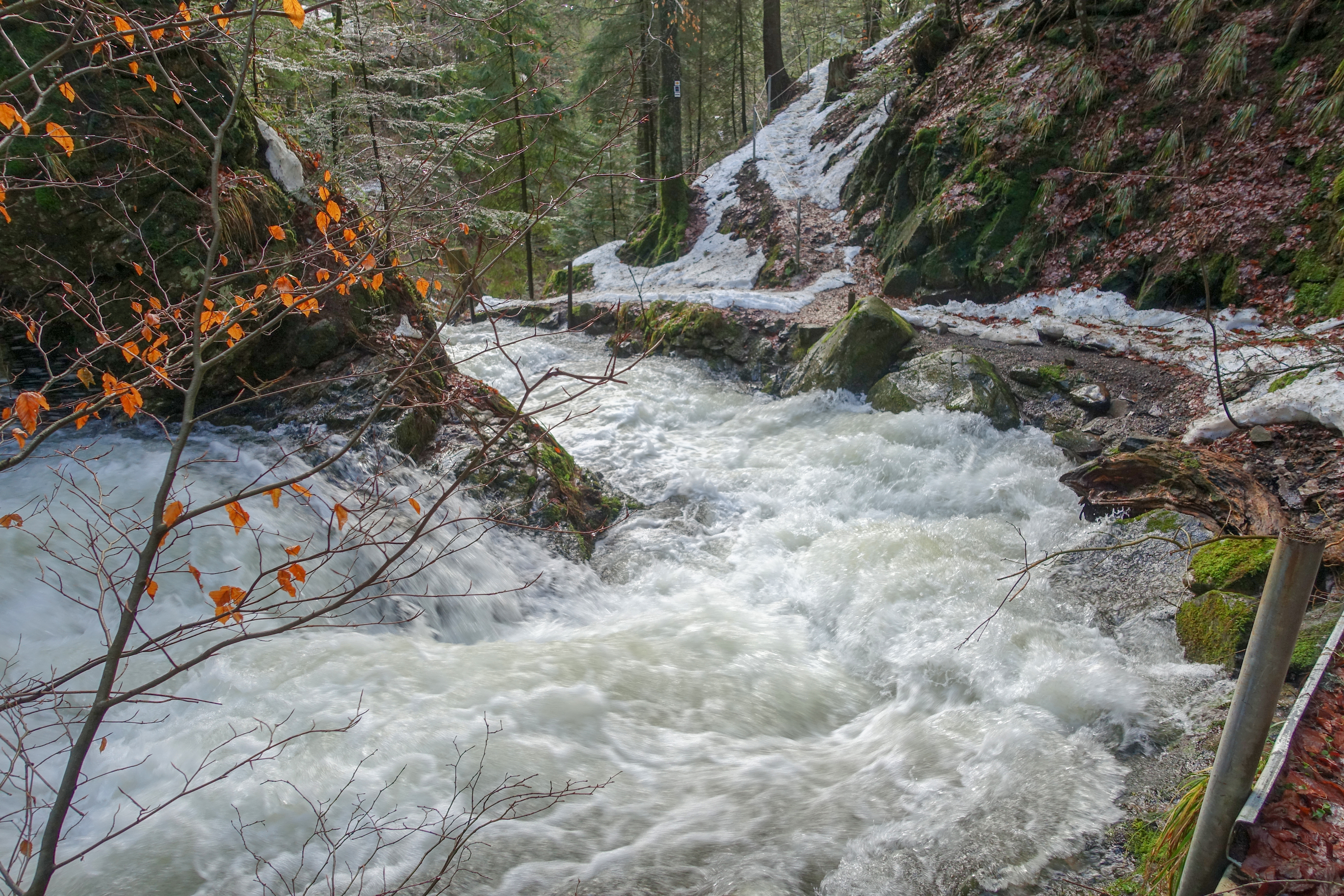
Reißendes Bächle im Schwarzwald nach Regen und Schneeschmelze (Januar 2018)

Durch die Winterkälte werden Niederschläge in Form einer Schneedecke gespeichert, im Norden Russlands und Europas wird das Wasser bis zum Ansteigen der Temperaturen zurückgehalten und schießt dann im Frühjahr als Hochwasser in den Flüssen zum Meer. 
Eine Studie der Technischen Universität Wien hat nach Auswertung von 4262 Messstationen festgestellt, dass die Frühjahrshochwasser heute etwa eine Woche früher eintreten, es sammelt sich weniger Schnee an und der Wasserabfluss werde schwächer, auch für die Wasserkraftwerke an den Flüssen.
In einigen Ländern sind die Frühjahrshochwasser landwirtschaftlich von Bedeutung, da der bei der Überschwemmung auf Agrarflächen eingetragene Schlamm den Boden düngt.
Auch starke Regenfälle können zusätzlich zu einem Anschwellen von Bächen und Flüssen und damit zu Hochwasser führen beziehungsweise dieses verstärken. Wissenschaftler unterscheiden auch zwischen Sommer- und Winterhochwasser, wobei im Winter gefrorene oder mit Wasser bereits gesättigte Böden zu einem verstärkten Abfluss führen können – auch in der Übergangszeit zum Frühjahr. Für die Abflussmenge wird zum aktuellen Niederschlag auch das von den Bergen kommende Schmelzwasser hinzugerechnet. Die Bodenversiegelung durch Gebäude, Verkehrsflächen und Straßen vermindert die Fähigkeit zur Aufnahme von Wasser zusätzlich.

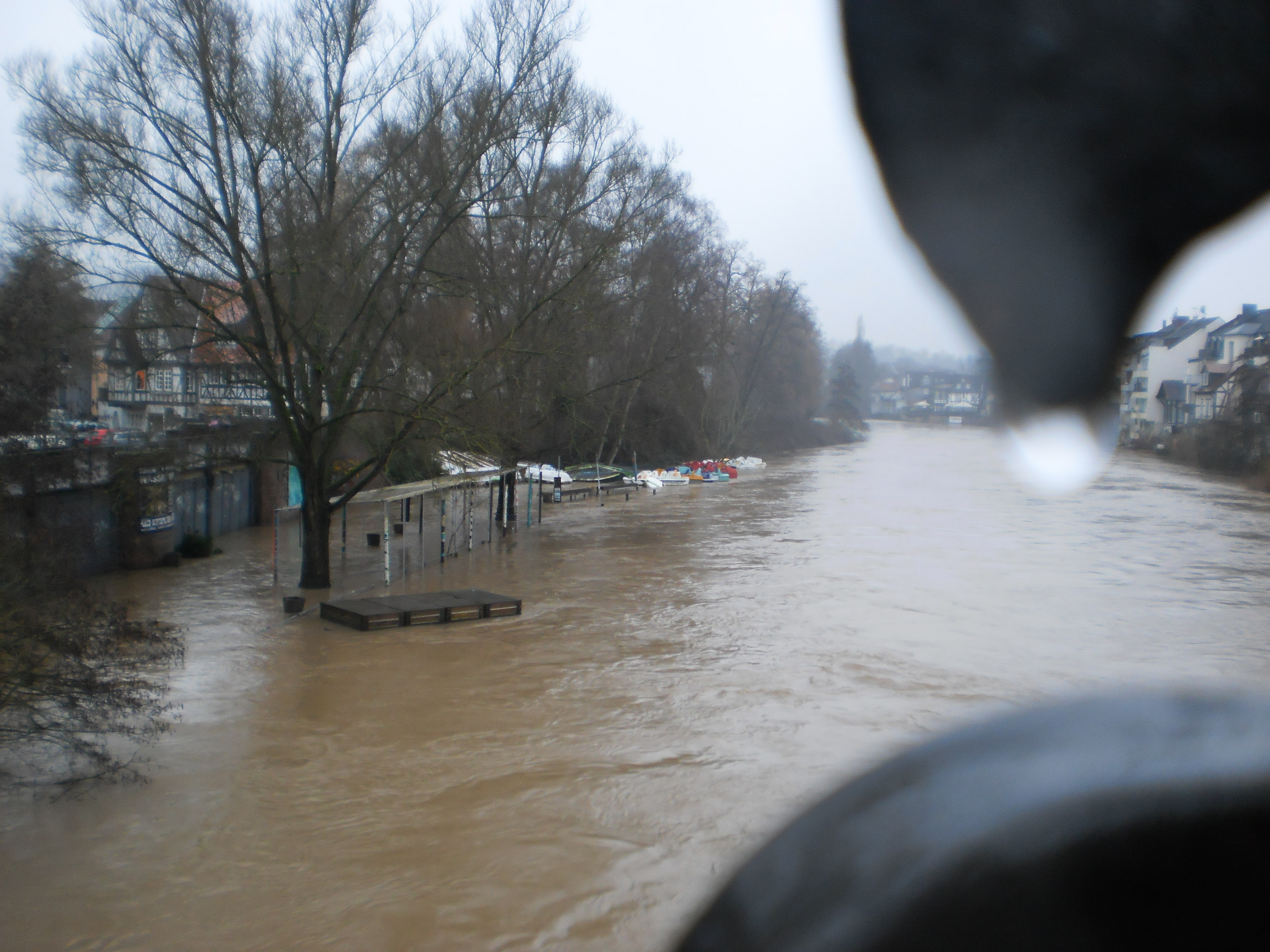
Hochwasser an der Lahn im Winter 2018 unterhalb einer der Brücken in Marburg

Im Januar 2018 etwa hatte das Sturmtief Burglind mit Orkanböen zum starken Wind in einer Tauperiode nach starken Schneefällen im Dezember auch Dauerregen am Oberrhein und in den Vogesen gebracht, auch in Oberfranken und Hessen (Lahn) stiegen die Pegel; der Neckar als Zufluss zum Rhein wurde für die Schifffahrt gesperrt. Für die Mosel wurde am 4. Januar ein Pegelstand in Trier von 7 Metern gemessen, ein weiteres Ansteigen der Flüsse in der Region wegen eines Regengebietes vorhergesagt, der Rheinpegel in Köln zeigte zunächst nur 7 m (Mittelwasser etwa 3 Meter) für den Unterlauf des Rheins, später stieg der Pegel über die kritische Marke an, die Schifffahrt wird dann eingestellt.
Im Unterschied zu Blitzüberschwemmungen durch starke Niederschläge steigen die Pegel nach dem Einsetzen der Schneeschmelze beim Winterhochwasser allmählich an, der Prozess sei gut vorhersehbar. Für das Rheinhochwasser sei der Mainzer Rheinpegel etwa eine wichtige lokale Messgröße mit einem kritischen Hochwasserstand von sechs Metern.

## Liste von katastrophalen Frühjahrshochwassern
- Am 3. Februar 1342 zerstörte ein Hochwasser die Judithbrücke in Prag
- Elbehochwasser Ende Februar 1784[5]
- Elbehochwasser 15. bis 22. Februar 1799[6]
- Elbhochwasser 1845 (Sächsische Sintflut)
- Überschwemmungen in den Pyrenäen 2013
- Frühjahrshochwasser der Elbe im März und April 2006[7]

- Donau: 
  - Februar 1862
  - März/April 1845[8]
  - Februar/März 1784 (Donau  und Main)
  - Februar/März 1595
  - Februar 1342 (Donau  und Main)